# Questa donna è mia
Questa donna è mia  (I Take This Woman) è un film del 1940 diretto da W. S. Van Dyke. 

## Trama
Di ritorno a New York in nave, il dottor Karl Decker (Spencer Tracy) vede una giovane ragazza, Georgi (Hedy Lamarr), tentare il suicidio saltando fuoribordo, a causa di una storia d'amore fallita con Phil Mayberry (Kent Taylor). Il medico la salva e le suggerisce di vivere dedicandosi ad un lavoro utile che la impegni a tempo pieno.
Dopo aver raggiunto New York, Georgi sente il desiderio di rivedere il medico e lo raggiunge nella sua pratica quotidiana in una clinica per poveri. Karl all'inizio propone a Georgi di lavorare con lui, poi capisce di esserne innamorato e le propone di sposarlo. La donna impulsivamente accetta, senza avere prima fatto i conti con i sentimenti che ancora prova per Phil. Il dottore ha fiducia in lei, è sicuro che il tempo aiuterà la donna a superare le proprie incertezze e non ha nulla in contrario a che entrambi frequentino l'ambiente altolocato della donna. Arriva a lasciare il suo vecchio impiego accettando la proposta di un medico amico di Georgi che lo vuole nella sua lussuosa clinica per gente ricca, in modo da poter guadagnare più soldi per sostenere sua moglie con stile. Riscuote molto successo per la sua bravura e il proprietario lo prende come socio in affari.
Nel frattempo, Phil tormenta Georgi per rinnovare la loro storia, dicendo che la ama ancora e che divorzierà dalla moglie. Alla fine si incontrano nell'appartamento di lui e la donna con sorpresa gli chiede di smettere di disturbarla, poiché capisce che ora ama Karl. Prima che Georgi e Karl possano partire per una luna di miele tardiva, Karl scopre che Georgi e Phil si sono incontrati. Credendo che lei sia ancora legata sentimentalmente a Phil, Karl interrompe la sua relazione con Georgi nonostante ella protesti la sua sincerità.
Una chiamata importante arriva dall'ospedale per un caso di tentato suicidio di una giovane ragazza. Karl si precipita in ospedale, ma la ragazza muore nonostante i suoi sforzi. Sul certificato di morte vuole scrivere "suicidio" e interessare la polizia, ma il padre della ragazza, che Karl ha conosciuto e frequentato con Georgi nel nuovo ambiente altolocato, si oppone, volendo evitare qualsiasi scandalo. Karl non lo ascolta assumendosi anche i rischi di una accusa per negligenza a carico dell'ospedale di cui è socio. Deluso dalla piega che ha preso la sua vita decide di lasciare tutto, compresa Georgi e recarsi in Cina per fare ricerca. Prima della sua partenza, visita la sua vecchia clinica. I suoi ex colleghi e pazienti sono contenti di rivederlo nel quartiere e contano di riaverlo come medico. Ma lui rifiuta. Ma quando alcuni dei bambini, a cui ha salvato la vita, lo implorano di rimanere alla clinica alla fine cede. In realtà è Georgi che ha organizzato l'accoglienza per persuaderlo a tornare, ed ella stessa, sempre più innamorata, chiede a Karl se c'è posto anche per lei. Karl accetta felicemente e i due si baciano appassionatamente.

## Produzione
Basato sul racconto originale " A New York Cinderella" di Charles MacHarthur ,il film fu prodotto dalla Metro-Goldwyn-Mayer (MGM) e Loew's ed ebbe un iter travagliato. Il regista Josef von Sternberg iniziò le riprese nell'ottobre del 1938, ma presto abbandonò a causa di differenze artistiche; il regista Frank Borzage prese il sopravvento e la produzione fu accantonata nel gennaio 1939. W.S. Van Dyke assunse la direzione definitiva, rigirando quasi l'intero film, con molti membri del cast diversi. Ulteriori riprese furono fatte nel dicembre 1939.

## Distribuzione
Distribuito dalla Metro-Goldwyn-Mayer (MGM), il film uscì nelle sale cinematografiche USA il 2 febbraio 1940.Il film ha guadagnato $ 907.000 negli Stati Uniti e in Canada e $ 528.000 altrove, generando una perdita di $ 325.000.